# Michael Fincke
Edward Michael "Mike" Fincke, född 14 mars 1967 i Pittsburgh, är en amerikansk astronaut uttagen i astronautgrupp 16 den 5 december 1996.

## Rymdfärder
- Expedition 9
- Expedition 18
- Endeavour - STS-134